# Abraxas trigonomorpha
Abraxas trigonomorpha là một loài bướm đêm trong họ Geometridae.